# Conflict: Vietnam
Конфликт: Вијетнам је тактичка пуцачка видео-игра коју су развили Pivotal Games и 8bit Games и објављена је од стране Global Star Software-а и SCi Games-а за PlayStation 2, Xbox, Windows и мобилне телефоне. Ово је трећи наставак серије Conflict.

## Гејмплеј
Играч преузима вођство од четири војника 101. ваздухопловне дивизије уочи офанзиве Тет 1968. године.
Мултиплејер даје могућност да два играча преузму контролу од две четворочлане екипе и преузму команду над војницима Народног фронта за ослобођење Јужног Вијетнама и снагама Северновијетнамске армије.